# IC 473
IC 473 је тројна звијезда у сазвјежђу Мали пас која се налази на листи објеката дубоког неба у Индекс каталогу.
Деклинација објекта је + 9° 15' 17" а ректасцензија 7h 42m 24,7s.